# 우르디누

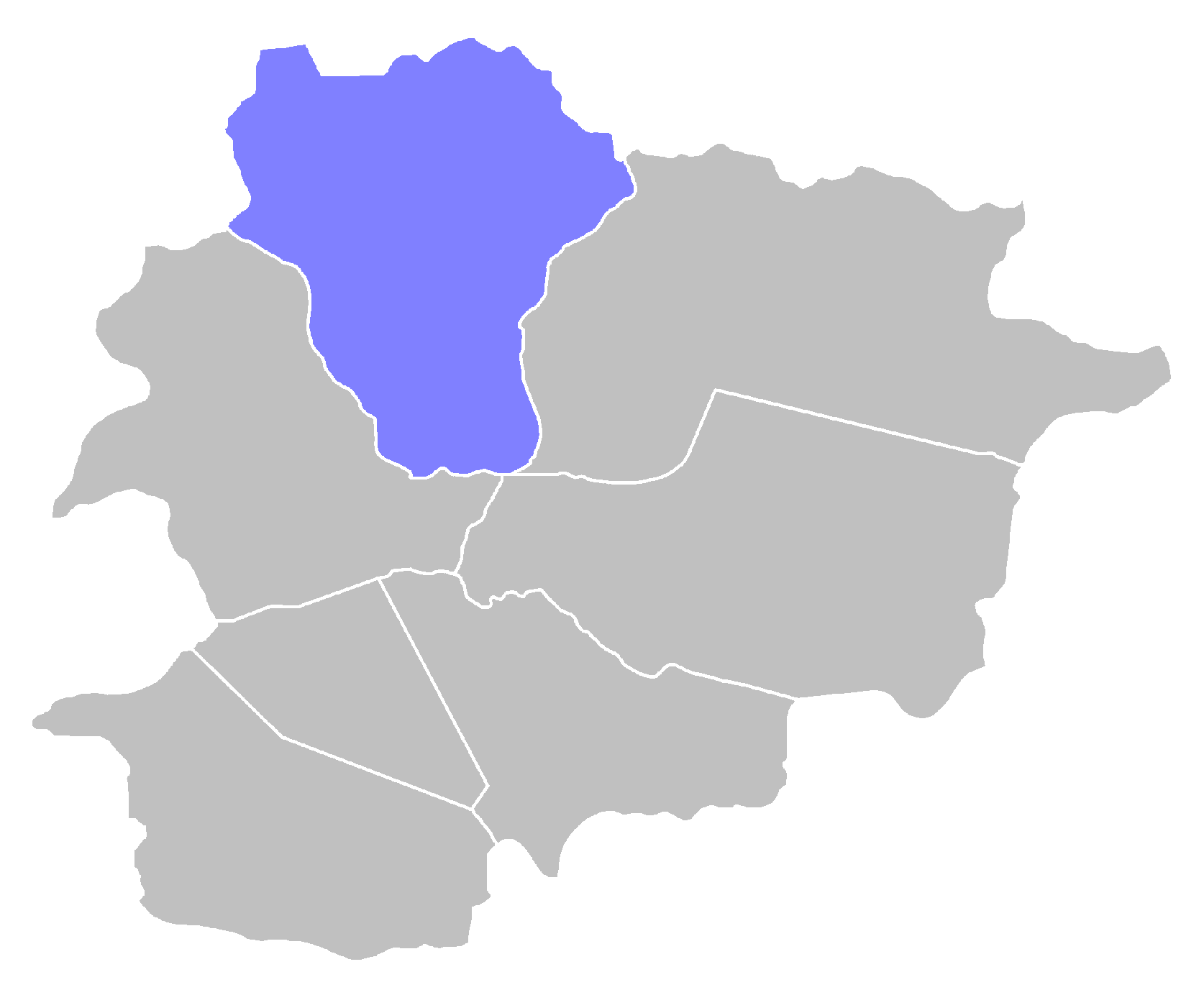
우르디누 위치

우르디누(카탈루냐어: Ordino)는 안도라의 교구 중의 하나이다. 우르디누에는 엘세라트와 같이 스키어들에게 유명한 지역을 포함하여, 안살롱가, 소마스, 라코르티나다 등의 마을이 있다.

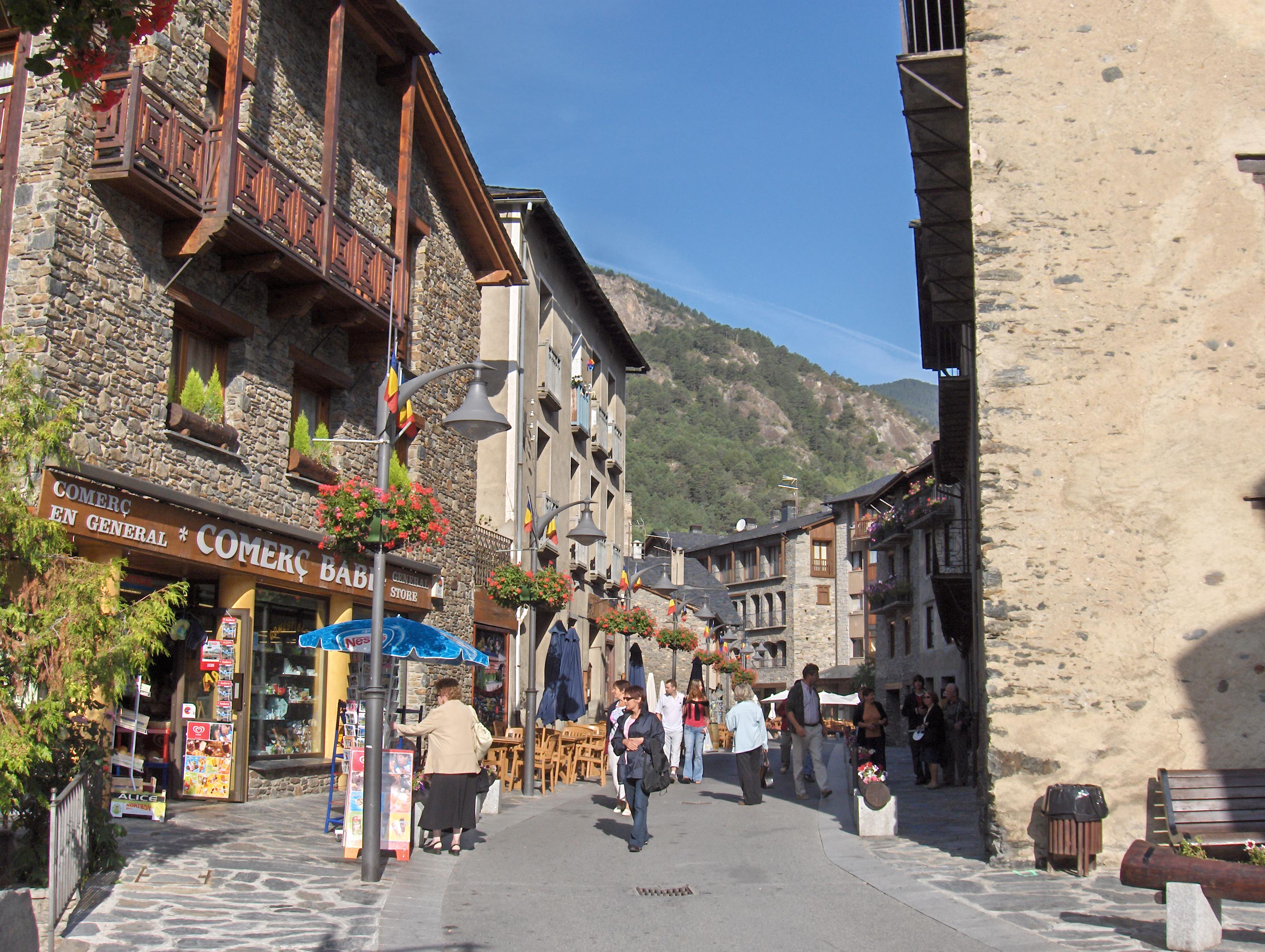
우르디누 거리